# Stoke Golding
Pour les articles homonymes, voir Stoke et Golding.
Stoke Golding est un village et une paroisse civile du Leicestershire, en Angleterre.